# Mary Boduin
Mary Boduin, pseudoniem van Mary Vijg (Rotterdam, 29 januari 1941), is een Nederlandse liedjesschrijfster en actrice.

## Biografie
Vijg volgde een toneelopleiding te Maastricht en kon aan de slag bij de Koninklijke Vlaamse Schouwburg (KVS). Hiervoor koos ze de Belgische artiestennaam Boduin. In 1967 schreef ze een eerste liedjestekst voor Louis Neefs: Alleen met zijn twee werd door Neefs gezongen in "Canzonissima", de toenmalige preselectie voor het Eurovisiesongfestival. Vanaf toen werd ze regelmatig gevraagd om liedjesteksten te schrijven. Ze schreef bijvoorbeeld Liefde is zacht, een vertaling van L'amour est bleu voor Vicky Leandros. De tekst van Dag vreemde man werd eerst voorgesteld aan Lily Castel, maar zij vond het te negatief. Eind 1970 zong Ann Christy het met veel succes in "Canzonissima". Zo werd de naam Mary Boduin bekend bij een breder publiek. Boduin en Christy hielden er een sterke vriendschap aan over.
In 1975 ging Christy namens België naar het Eurovisiesongfestival met Gelukkig zijn, waarvan Boduin tekst en muziek schreef. Oorspronkelijk was het lied bedoeld voor een reclamespot van Lee Jeans. Op uitdrukkelijke vraag van Christy slaagde Boduin erin om Lee Jeans ervan te overtuigen om het lied af te staan voor uitvoering op het songfestival.
Na tien jaar bij de KVS werd Boduin, begin jaren 80, artistiek directeur aan het Mudra van Maurice Béjart gedurende twee jaar.

## Liedjes
Boduin schreef meer dan vijfhonderd liederen voor bekende artiesten, waaronder Jimmy Frey, Anneke Soetaert, Liliane Saint-Pierre, Gunther Neefs, Samantha, Johnny White, Louis Neefs, Jo Vally, Udo en Ann Christy. Hieronder zijn enkele bekende voorbeelden:
- Verlangen (1967, Ann Soetaert)
- Alleen met zijn twee (1967, Louis Neefs)
- Liefde is zacht (1967, Vicky Leandros)
- Dag vreemde man (1971, Ann Christy)
- Gelukkig zijn (1975, Ann Christy)
- Blij bij jou te zijn (1975, Ann Christy)
- Met jou wil ik de hemel zien (1988, Liliane Saint-Pierre)
- Intromuziek Thuis seizoen 1 (1995)

## Actrice
- Les grandes vacances (1967)

## Boek
- Dat heet dan gelukkig zijn (2020)

## Eerbetoon
- De Eregalerij, Radio 2